# Quo Vadis (spoorwegen)
Quo Vadis is een systeem voor het meten van rijdende treinen: gewicht, dynamische kracht. Het systeem meet de doorbuiging van de spoorstaaf met optische sensoren. Hieruit wordt afgeleid wat de statische en dynamische kracht is die een wiel van de trein op de spoorstaaf uitoefent.  Het systeem kan bovendien het passerende materieeltype op basis van asafstaden, snelheid en lengte bepalen. Het meetsysteem is in de periode 2000-2004 ontwikkeld in opdracht van ProRail en NedTrain. De Latijnse term quo vadis betekent letterlijk: Waar ga je naar toe?

## Beschrijving
De Quo Vadis installaties voor gewichtsmetingen zijn op 45 locaties in het Nederlandse spoorwegnetwerk geïnstalleerd. De Quo Vadislocaties zijn zodanig gekozen dat zoveel mogelijk gewicht dat over het Nederlandse spoorwegnetwerk rijdt gemeten wordt. Quo Vadis wordt onder andere gebruikt ter reductie van ontsporingsrisico’s. Bij een meting van hoge krachten op het spoor of scheve belading is er sprake van verhoogd ontsporingsrisico. In deze gevallen wordt de machinist door de treindienstleider gebeld om de trein tot stilstand te brengen (dit proces heet actieve signalering).
Quo Vadismetingen worden gebruikt voor:
- Gebruiksvergoeding: de rekening die ProRail maandelijks aan de vervoerders stuurt voor het gebruik van het spoor is onder andere gebaseerd op gereden kilometers en het gewicht van de trein.
- Onderhoud van rollend materieel: metingen van dynamische kracht zijn een indicatie voor wielkwaliteit Vervoerders ontvangen dagelijks rapportages over hun rollend materieel. Als vervoerders hun materieel voorzien hebben van RFID tags kunnen zij gegevens over hun materieel direct en met unieke identificatie ontvangen.
- Onderhoud van het spoor: door de gewichtmetingen te combineren met de gegevens van de uitgevoerde dienstregeling kan uitgerekend worden hoeveel gewicht er over het spoor en door een wissel is gereden (dit zijn wisselberijding/spoortakbelastinggegevens).
- Nalevingsverslag geluidproductieplafonds: Quo Vadisdata is input voor de berekening hoeveel geluid belasting ProRail maandelijks en jaarlijks produceert.

ProRail is verantwoordelijke voor het beheer en onderhoud van de Quo Vadisinstallaties. Quo Vadis is tevens de naam van de applicatie voor het verwerken van de Quo Vadismetingen.